# Артыбаш
Артыбаш — село в Турочакском районе Республики Алтай России, входит в состав Артыбашского сельского поселения.

## География
Расположен на северной оконечности Телецкого озера, у истока реки Бии.
Климат
Резко континентальный. Из-за скатывания холодного воздуха с гор, климат в Артыбаше более суров, чем в верховьях озера: среднегодовая температура воздуха здесь составляет +1,2 °C. Средняя температура января составляет —14,4°C. Для сравнения: в районе села Яйлю воздух согревается фёнами, воздух прогревается до +3,6 °C; в Беле температура достигает +7,5°C.
Среднегодовое количество осадков достигает 850 мм.  Максимум в 1070 мм зафиксирован в 1965 г. . Переход средней суточной температуры воздуха от минусовой отметки к нулевой в Артыбаше происходит весной в первой декаде апреля, а осенью — в конце октября. Ввиду частых вторжений холодного воздуха из долины Бии, в течение года амплитуда колебаний температуры воздуха в Артыбаше может составить разницу в 82 градуса.
Расстояние до:
- районного центра Турочак 53 км;
- областного центра Горно-Алтайск 91 км по прямой, по дороге (Телецкому тракту) 155 км. [7].

Ближайшие населенные пункты
Иогач 1 км, Ново-Троицк 11 км, Усть-Пыжа 14 км, Старый Кебезень 16 км, Кебезень 17 км, Яйлю 23 км, Чуйка 25 км, Тулой 25 км.

## Население
| 2010 | 2011 | 2012 | 2013 | 2014 | 2015 | 2016 |
| ---- | ---- | ---- | ---- | ---- | ---- | ---- |
| 560  | ↗561 | ↗573 | ↗578 | ↗600 | ↗612 | ↘602 |

## Экономика
Основа экономики посёлка — туризм. Здесь находится большое количество туристических кемпингов, баз и домов отдыха. Отдыхающим предлагается большой выбор экскурсионных туров по Телецкому озеру и его окрестностям: пешие, водные и конные маршруты. Рядом с посёлком, у горы Кокуя есть горнолыжный комплекс «Телецкий».
В Артыбаше расположены животноводческие предприятия, ориентирующиеся на мясо-молочное производство.

## Транспорт
В посёлке заканчивается региональная автомобильная дорога Бийск — Солтон — Турочак — Артыбаш, есть региональная автомобильная дорога в Горно-Алтайск с выходом на Чуйский тракт.
Развито автобусное сообщение с ближайшими крупными городами: Горно-Алтайск, Бийск, Барнаул (рейсовые автобусы доезжают до соседнего села Иогач), Омск, Новосибирск.

## Образование и наука
- В 6 километрах от Артыбаша расположена природная лаборатория Института общей и экспериментальной биологии СО РАН, на которой ведутся исследования насекомоядных и грызунов Горного Алтая, гельминтофауны позвоночных животных в биоценозах темнохвойной тайги, ихтиоценоза и зоопланктона Телецкого озера[16].
- В посёлке Артыбаш работает Информационный центр Алтайского заповедника[17].

## Интересные факты
В окрестных лесах и на побережье Телецкого озера снимался один из первых в СССР приключенческих кинофильмов «Золотое Озеро», 1935 год, режиссера Владимира Шнейдерова .

## Галерея
- Рассвет над Телецким озером в Артыбаше со стороны Бии
- Пионер Алтая - ветеран водного туризма на Телецком озере
- Исток Бии из Телецкого озера в Артыбаше